# Коннор, Шон
Шон Коннор (англ. Shaun Connor, родился 20 ноября 1975 года) — валлийский регбист, игравший на позиции флай-хава, в настоящее время тренер защитников национальной сборной России по регби.

## Биография
Окончил среднюю школу Абертиллери, играл за школьную команду по регби. На любительском уровне играл за клубы «Эббу-Вейл», «Ньюпорт» и «Нит». На профессиональном уровне Шон известен по выступлениям за клубы Кельтской лиги (ныне Про14) «Оспрейз» и «Ньюпорт Гвент Дрэгонс», в составе «Оспрейз» он провёл рекордные 101 игру (столько же у Барри Уильямса) и набрал 488 очков (побил рекорд Гэвина Хенсона с 475 очками). Одним из важных моментов в его карьере стал матч против Австралии за «Оспрейз» на стадионе «Либерти», где «Оспрейз» выиграли у австралийцев 24:16, а Коннор стал лучшим игроком матча. За свою карьеру в «Оспрейз» он забил 19 дроп-голов, опередив ближайшего преследователя, Джеймса Хука, с 16 голами.
После семи лет, проведённых в «Ните» и «Оспрейз», он перешёл в ряды «Ньюпорт Гвент Дрэгонс» в апреле 2008 года, где отыграл два сезона. В сборную Уэльса он вызывался на сборы в 2006 году, наравне с Джейсоном Стрейнджем, игравшим за «Эббу-Вейл» и «Дрэгонс», но в основной команде так и не сыграл, ограничившись выступлениями за сборную по регби-7 и вторую сборную по регби-15. Завершил карьеру в сезоне 2009/2010, после чего работал тренером молодёжи (команды до 20 лет) клуба «Оспрейз». В конце сезона 2017/2018 Коннор был уволен, поскольку его клуб выиграл всего два матча в Про14, а молодёжь не оправдала надежд клуба.
С августа 2018 года Коннор работает под руководством Лина Джонса в сборной России как тренер защитников. По словам нападающего «Зеленограда» Максима Зенцова, на первой тренировке сборной Коннор тщательно объяснял защитникам все тонкости действий в защите. Зимой 2018 года Коннор присутствовал на сборах в Сочи женской сборной России по регби-7, где учил девушек пробивать реализации и штрафные.